# Uczelnie służb państwowych w Polsce

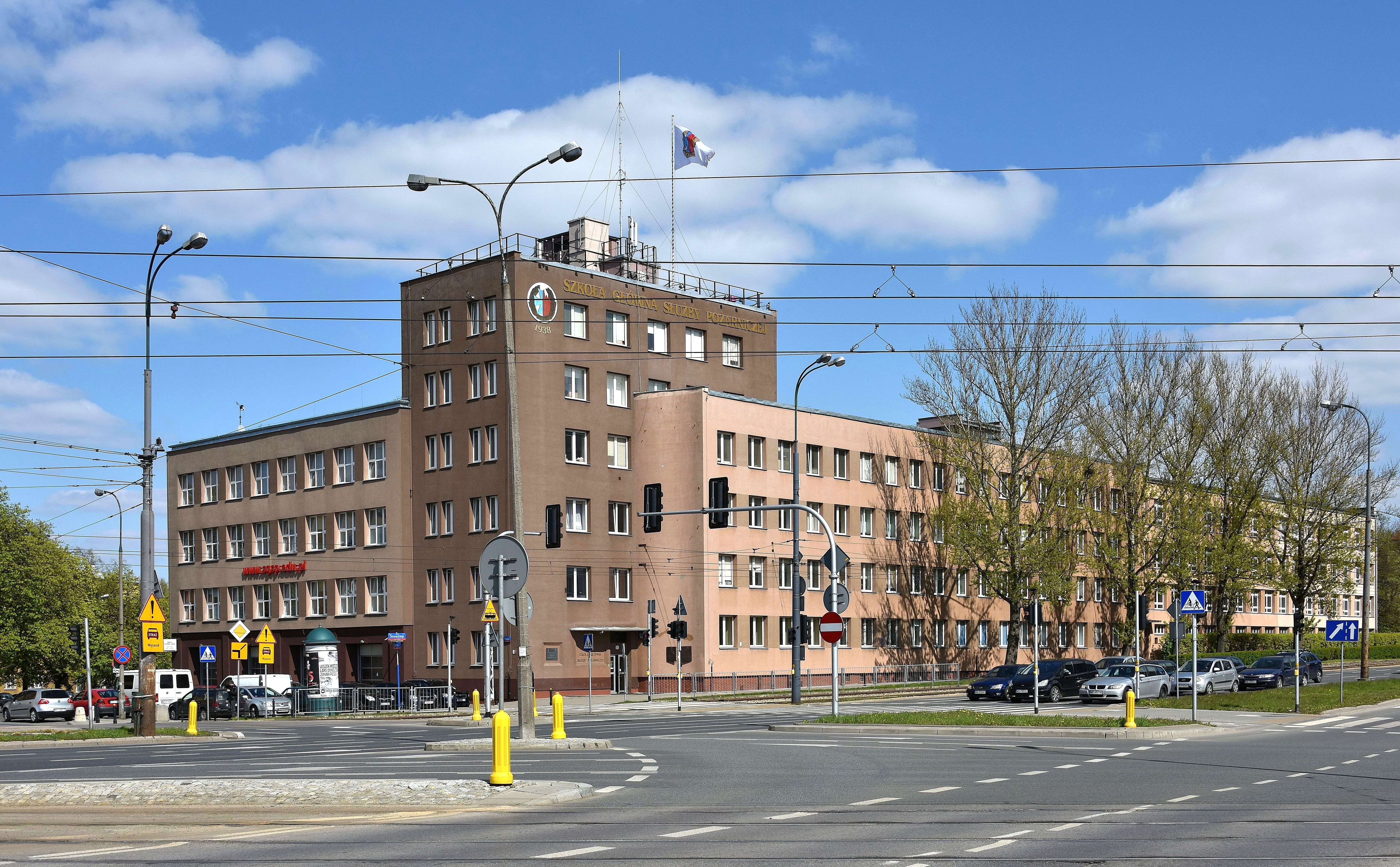
Akademia Pożarnicza w Warszawie

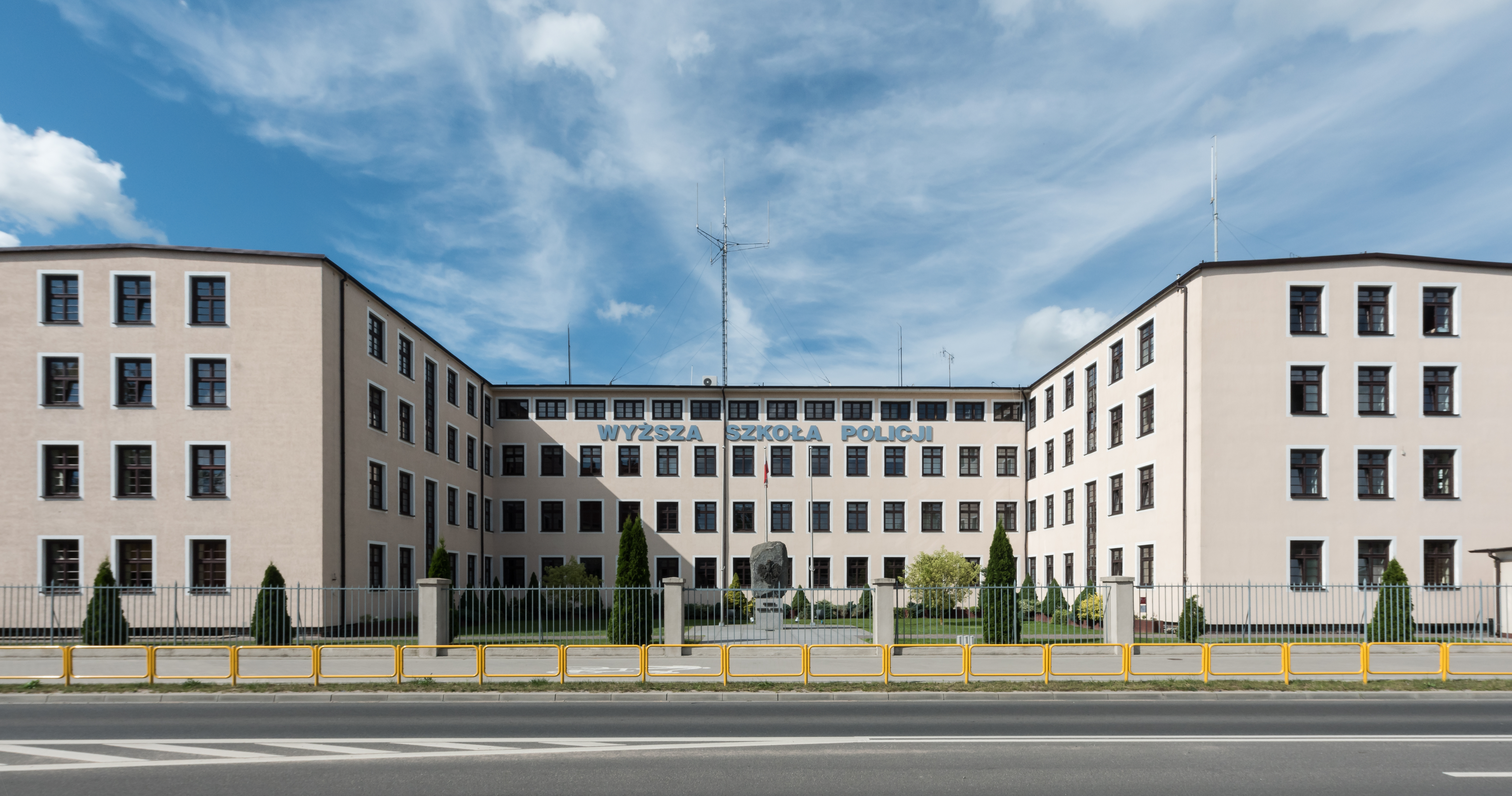
Akademia Policji w Szczytnie

Uczelnie służb państwowych w Polsce – cztery polskie uczelnie publiczne nadzorowane przez ministra właściwego do spraw wewnętrznych albo Ministra Sprawiedliwości.
- Akademia Policji – powstała 1 października 1990 na mocy rozporządzenia Rady Ministrów z 10 września 1990[2]. Zgodnie z ustawą o Policji jest jednostką organizacyjną Policji[3].
- Akademia Pożarnicza – powstała na podstawie rozporządzenia Rady Ministrów z 18 stycznia 1982[4]. Zgodnie z ustawą o Państwowej Straży Pożarnej jest jednostką organizacyjną PSP, nad którą nadzór sprawuje komendant główny PSP[5].
- Akademia Wymiaru Sprawiedliwości – powstała 31 sierpnia 2018 na mocy rozporządzenia Ministra Sprawiedliwości z 20 lipca 2018[6].
- Wyższa Szkoła Straży Granicznej – powstała 1 października 2023 na mocy rozporządzenia Ministra Edukacji i Nauki z 11 września 2023[7].